# Patricia Sheen
Patricia Sheen Cortavarría (Huánuco, 1971) es una bióloga peruana,coordinadora del Laboratorio de Investigación en Enfermedades Infecciosas y colider del Laboratorio de Biología Molecular y Bioinformática, ambos de la Universidad Peruana Cayetano Heredia. Ha sido reconocida con el nivel de Investigadora Distinguida por el Consejo Nacional de Ciencia, Tecnología e Innovación (CONCYTEC) del Perú por su labor en el ámbito científico.
Su línea de investigación se centra en el estudio genético de las bacterias que causan la tuberculosis, especialmente focalizado en el mecanismo de resistencia a la pirazinamida en Mycobacterium tuberculosisy en desarrollo y mejora de métodos de diagnóstico para tuberculosis y tuberculosis multidrogo resistente. En 2014, fue galardonada con el Premio Nacional L'Oréal-Unesco-Concytec

## Biografía

### Primeros años y educación
Patricia Sheen Cortavarría nació en Huánuco y, desde temprana edad, tuvo gran interés por estudiar a  los seres vivos, especialmente por aquellos que estudia la microbiología.
Obtuvo el grado de Bachiller en Ciencias con mención en Biología en la Universidad Ricardo Palma, el  de Magíster en Bioquímica en la Universidad Peruana Cayetano Heredia y el de Doctor en Control de Enfermedades en la Universidad Johns Hopkins.

### Carrera
Sheen inició su carrera científica como investigadora asociada del Área de Microbiología de la Asociación Benéfica Prisma. Pocos años después, realizó estancias en dos importantes centros de investigación. Primero en la Universidad Johns Hopkins, donde se especializó en técnicas genéticas (RFLP, SSCP) para el diagnóstico de tuberculosis y en el estudio de los genes relacionados con la resistencia a isoniazida. Posteriormente, en el Destacamento del Centro de Investigación Médica Naval (NAMRID) de la Armada de los Estados Unidos se especializó en técnicas de diagnóstico microbiológico e investigación en Campylobacter jejuni.
En 1996 se integra al Área de Tuberculosis del Departamento de Patología de la Universidad Peruana Cayetano Heredia como investigador asociado y, en 2001 asume la Coordinación del Laboratorio de Investigación en Enfermedades Infecciosas de los Laboratorios de Investigación y Desarrollo a la par de labores docentes en dicha casa de estudios.
Ha liderado proyectos de investigación financiados por el Estado Peruano a través de CONCYTEC o por fondos de entidades internacionales. Entre ellos: Diagnóstico de tuberculosis pulmonar y pleural mediante PCR en heces y líquido pleural, desarrollo de un software para el diagnóstico de parásitos intestinales, implementación de un sistema web experto para apoyo en el diagnóstico de enfermedades infecciosas, evaluación de la resistencia de pirazinamida contra la Mycobacterium tuberculosis.

## Investigación

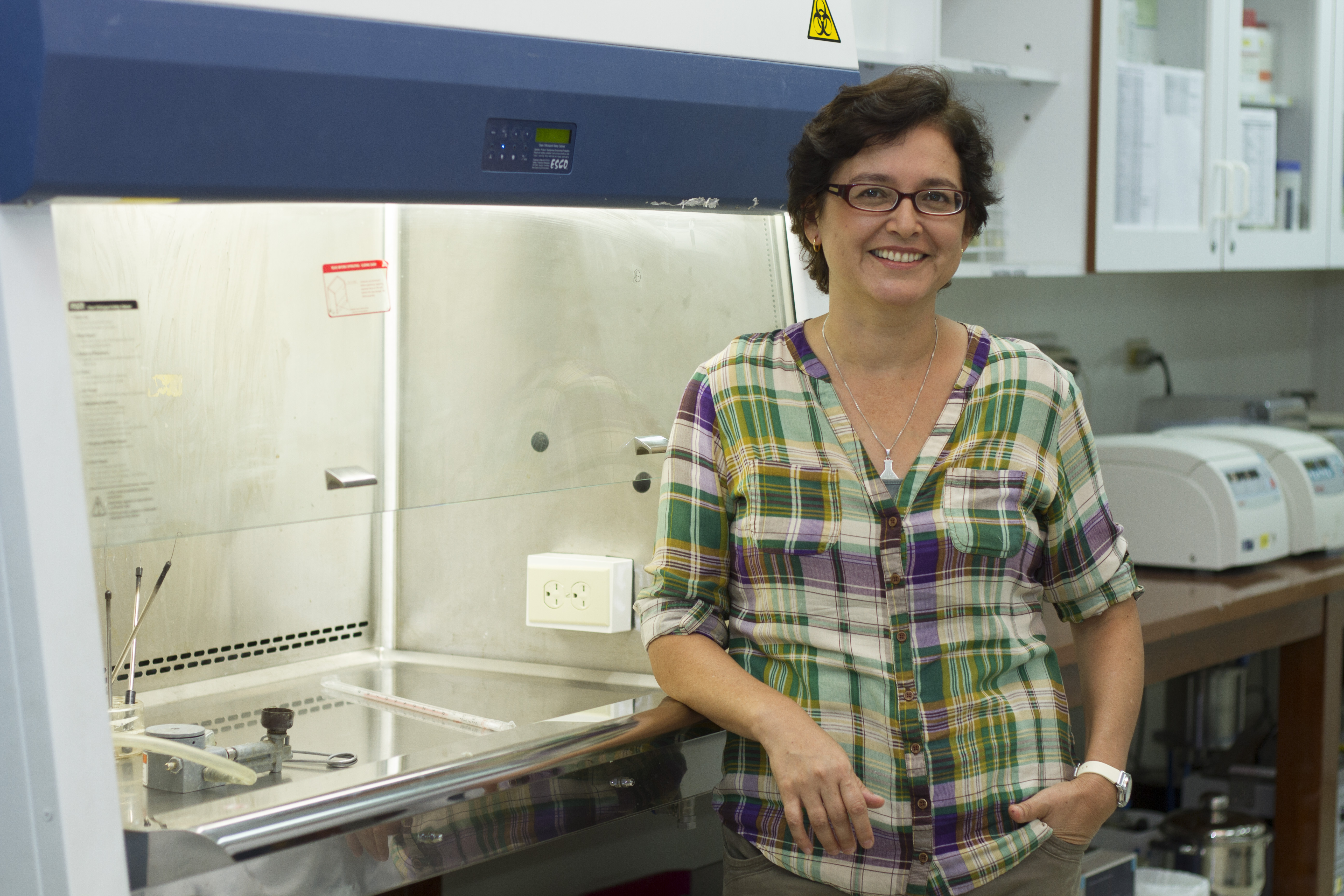
Dra. Patricia Sheen en su laboratorio en la Universidad Peruana Cayetano Heredia

Entre sus investigaciones más relevantes, se tiene: 
En 2013, publicó los resultados del análisis de la diversidad genética de las cepas de M.tuberculosis presentes en el Perú y su relación con la resistencia a medicamentos. Asimismo, reportó los factores que están asociados con la resistencia a la pirazinamida en Mycobacterium tuberculosis, centrándose en la expresión del gen pncA, la actividad de la enzima pirazinamidasa y la expulsión del ácido pirazinoico.Años después, en 2017, dio a conocer un análisis exhaustivo de los genomas de 68 cepas de Mycobacterium tuberculosis aisladas de pacientes en Perú en la que se identificaron mutaciones y genes asociados a la resistencia a la pirazinamida, un fármaco clave en el tratamiento de la tuberculosis.
En 2019 propuso un sistema automatizado para el diagnóstico de tuberculosis mediante el análisis de imágenes digitales obtenidas por el método de Susceptibilidad a Fármacos mediante Observación Microscópica, conocido como MODS y, en el 2022 publicó los resultados de la evaluación de medios de cultivo alternativos para reducir los costos del diagnóstico de la tuberculosis mediante el método MODS. Asimismo, presentó el desarrollo de un equipo automático para la descontaminación, purificación y concentración de esputo que permite reducir los costos del diagnóstico de la tuberculosis y tuberculosis multidrogo-resistente, cuya patente de invención recibió la Medalla de Oro en la "Exposición Internacional de Inventos de Mujeres de Corea – KIWIE 2023" y un reconocimiento especial de la Universidad Dongguk. 
En 2023 ha propuesto un método de resonancia magnética nuclear para determinar la susceptibilidad a la pirazinamida directamente en el sobrenadante de cultivos de esputo recolectados de pacientes con tuberculosis. Los resultados obtenidos, luego de la comparación de la eficiencia del método desarrollado con  otros existentes basados en ensayos bioquímicos y moleculares, apuntan a que podría convertirse en el nuevo "Gold standard" para la determinacnión a la susceptibilidad a dicho fármaco.

## Premios y reconocimientos
- “Premio Nacional L'OréaL-Unesco-Concytec por las Mujeres en la Ciencia en el 2014”, por el proyecto “Determinación de la resistencia a pirazinamida mediante Wayne Quantitativo en cepas de Mycobacterium tuberculosis (TB)”.[2][14][12]
- Premio a la Investigación Interuniversitaria y Multidisciplinaria (PIMM) 2016.[25]
- En 2021, su trayectoria y sus investigaciones fueron incluidas en el libro Científicas del Perú: 24 historias por descubrir, publicado por CONCYTEC.[13]
- Medalla de Oro en la "16.ª Exhibición Internacional de Inventos de Mujeres de Corea del Sur – “KIWIE” 2023" y reconocimiento especial de la Universidad Dongguk por la patente de invención titulada: "Equipo automático para la descontaminación, purificación y concentración de esputo para un diagnóstico costo efectivo de la tuberculosis y multidroga-resistencia"[23]